# Vela nos Jogos Olímpicos de Verão de 2000 - 49er
As provas da classe 49er da vela nos Jogos Olímpicos de Verão de 2000 ocorreram entre 18 e 25 de setembro daquele ano na costa de Sydney, na Austrália. O programa compunha dezesseis regatas. Para esta classe, houve 38 velejadores, em 19 barcos, de 19 nações inscritas.

## Medalhistas
A dupla finlandesa Thomas Johanson e Jyrki Järvi finalizou a competição em primeiro lugar, conquistando a medalha de ouro. A prata firmou-se com os britânicos Ian Barker e Simon Hiscocks. Por fim, a medalha de bronze ficou com Jonathan McKee e Charlie McKee, dos Estados Unidos.
|  | FIN Finlândia               |  | GBR Grã-Bretanha          |  | USA Estados Unidos           |
|  | Thomas Johanson Jyrki Järvi |  | Ian Barker Simon Hiscocks |  | Jonathan McKee Charlie McKee |

## Resultados
Estes foram os resultados da competição:
| Pos.              | Nação              | Velejadores                               | Regatas | Regatas | Regatas   | Regatas   | Regatas | Regatas | Regatas | Regatas   | Regatas | Regatas   | Regatas | Regatas | Regatas   | Regatas | Regatas   | Regatas  | Pontos | Pontos |
| Pos.              | Nação              | Velejadores                               | 1       | 2       | 3         | 4         | 5       | 6       | 7       | 8         | 9       | 10        | 11      | 12      | 13        | 14      | 15        | 16       | Tot.   | Net    |
| ----------------- | ------------------ | ----------------------------------------- | ------- | ------- | --------- | --------- | ------- | ------- | ------- | --------- | ------- | --------- | ------- | ------- | --------- | ------- | --------- | -------- | ------ | ------ |
| Medalha de ouro   | FIN Finlândia      | Thomas Johanson Jyrki Jarvi               | 2       | 7       | 2         | -12       | 3       | 4       | 10      | 6         | 2       | 4         | 7       | 2       | 3         | 1       | 2         | -13      | 80     | 55     |
| Medalha de prata  | GBR Grã-Bretanha   | Ian Barker Simon Hiscocks                 | -13     | 5       | 6         | -10       | 6       | 2       | 4       | 2         | 9       | 5         | 4       | 4       | 5         | 4       | 1         | 3        | 83     | 60     |
| Medalha de bronze | USA Estados Unidos | Jonathan McKee Charlie McKee              | 6       | 3       | 5         | 1         | 5       | -14     | -13     | 1         | 3       | 3         | 1       | 11      | 7         | 6       | 11        | 1        | 91     | 64     |
| 4                 | ESP Espanha        | Santiago López-Vázquez Javier de la Plaza | 1       | 8       | 11        | 8         | 4       | 3       | 1       | 11        | 11      | OCS (-18) | 5       | 1       | 1         | -12     | 10        | 4        | 109    | 79     |
| 5                 | GER Alemanha       | Marcus Baur Philip Barth                  | 5       | 1       | 4         | 3         | -11     | -12     | 11      | 5         | 6       | 9         | 6       | 6       | 10        | 3       | 6         | 6        | 104    | 81     |
| 6                 | AUS Austrália      | Chris Nicholson Daniel Phillips           | 11      | 11      | 1         | -14       | 1       | 1       | 12      | 3         | 1       | 6         | -17     | 10      | 8         | 5       | 9         | 7        | 117    | 86     |
| 7                 | POR Portugal       | Afonso Domingos Diogo Cayolla             | 7       | -13     | 3         | 6         | 8       | -13     | 3       | 4         | 13      | 11        | 8       | 3       | 4         | 11      | 4         | 8        | 119    | 93     |
| 8                 | NZL Nova Zelândia  | Daniel Slater Nathan Handley              | -14     | 9       | OCS (-18) | 5         | 12      | 7       | 5       | 12        | 4       | 2         | 3       | 8       | 2         | 7       | 13        | 10       | 131    | 99     |
| 9                 | DEN Dinamarca      | Michael Hestbæk Jonatan Persson           | 8       | 2       | 7         | 13        | -17     | 8       | 9       | 8         | 16      | 12        | 2       | 5       | OCS (-18) | 2       | 7         | 9        | 143    | 108    |
| 10                | UKR Ucrânia        | Rodion Luka George Leonchuk               | 3       | 15      | RET (-18) | 9         | 14      | 5       | 2       | OCS (-18) | 7       | 1         | 13      | 9       | 12        | 9       | 8         | 15       | 158    | 122    |
| 11                | ITA Itália         | Francesco Bruni Gabriele Bruni            | 10      | 12      | 9         | 11        | 13      | 11      | -16     | OCS (-18) | 5       | 7         | 9       | 7       | 11        | 8       | 16        | 5        | 168    | 134    |
| 12                | POL Polônia        | Paweł Kacprowski Paweł Kużmicki           | 12      | 14      | 8         | -16       | -16     | 6       | 7       | 13        | 14      | 8         | 12      | 14      | 13        | 15      | 3         | 2        | 173    | 141    |
| 13                | NOR Noruega        | Christoffer Sundby Vegard Arnhoff         | 16      | -17     | OCS (-18) | 2         | 2       | 10      | 14      | 7         | 10      | 16        | 10      | 13      | 6         | 17      | 5         | 14       | 177    | 142    |
| 14                | FRA França         | Dimitri Deruelle Philippe Gasparini       | -17     | 10      | 12        | 7         | 7       | 9       | 6       | 10        | 8       | 10        | 14      | 12      | 15        | 10      | DNF (-18) | 16       | 181    | 146    |
| 15                | SUI Suíça          | Thomas Rüegge Claude Maurer               | 15      | 6       | 14        | 4         | 10      | -17     | 8       | 9         | -17     | 14        | 11      | 15      | 9         | 13      | 12        | 11       | 185    | 151    |
| 16                | JPN Japão          | Kenji Nakamura Tomoyuki Sasaki            | 4       | 4       | 10        | 15        | 9       | 16      | -17     | 15        | 15      | 13        | 16      | -17     | 14        | 16      | 14        | 12       | 207    | 173    |
| 17                | SWE Suécia         | John Harrysson Patrik Sandström           | 9       | 16      | 13        | DSQ (-18) | 15      | 15      | 15      | 14        | 12      | 15        | 15      | 16      | OCS (-18) | 14      | 15        | DNF (18) | 238    | 202    |